# Ligue Nationale de Volley
La Ligue Nationale de Volley è un'associazione francese che ha il compito di organizzare e gestire le competizioni nazionali di pallavolo e beach volley, sia maschili che femminili.

## Nascita e scopi dell'associazione
Spinti dalla necessità di strutturare la pallavolo professionistica in Francia i club di Nationale 1A, primo livello del campionato francese, in accordo con la FFVB, decisero di creare nel 1987 un'associazione autonoma amministrativamente ed economicamente, denominata Ligue Promotionnelle de Volley-Ball e diventata poi Ligue Nationale de Volley nel 1999. L'associazione è responsabile a livello finanziario, amministrativo e giuridico dei gruppi sportivi affiliati, e contribuisce alla ricerca di sponsor e alla copertura mediatica dei vari campionati.
In tutti i livelli delle competizioni è applicato un codice etico, approvato il 30 marzo del 2013; il comitato etico ha il compito di garantire il rispetto dello Statuto.
(Charte ethique, Ligue Nationale de Volley)

## Manifestazioni

### Campionato francese
Il ruolo più importante della Ligue Nationale de Volley è l'organizzazione dei campionati nazionali di Ligue A e Ligue B maschili e di Ligue A femminile, attuata secondo precisi regolamenti che apposite commissioni s'impegnano a stilare e a far rispettare. Particolarmente importante l'attività di ammissione ai campionati dei club che ne fanno richiesta. Quest'ultima fase, che precede l'inizio dei tornei, avviene con regole che determinano l'idoneità alla partecipazione, la quale deriva dal possesso del titolo sportivo.

### Coppa di Francia e Supercoppa francese
Oltre ai campionati di Ligue A e B si occupa anche delle manifestazioni collegate al campionato. Dalla stagione 1983-84 si disputa la Coppa di Francia maschile, mentre dal 1985-86 quella femminile; il settore maschile abbina ai due trofei principali la Supercoppa francese, disputata dal 2004 al 2006 e poi ininterrottamente dal 2012.

## Sede e organigramma
La sede della Ligue National de Volley si trova al 17 Rue Georges Clémenceau, a Choisy-le-Roi; L'organigramma è così definito:
- Presidente: Jean Paul Aloro
- Vice presidente: Alain Griguer
- Segretario generale: Didier Chenoun
- Tesoriere: Guy Retif
- Segretario generale aggiunto: Frédérick Francillette